# Palaeomicra
Palaeomicra là một chi bướm đêm nguyên thủy, nhỏ, màu kim loại thuộc bộ Lepidoptera, trong họ Micropterigidae. Chi này trước đây thuộc phân chi Sabatinca.

## Các loài đặc trưng
- Palaeomicra chrysargyra Meyrick, 1885